# 葡萄牙语历史
葡萄牙语在伊比利亚半岛西部由公元前3世纪开始罗马士兵及殖民者所说的拉丁语演化而来。古葡萄牙语也称中世纪加利西亚语，自5世纪罗马帝国的衰落、日耳曼人入侵（民族大迁徙）后开始与其他罗曼语族语言分化，9世纪始见于书面文献。到13世纪，加利西亚-葡萄牙语有了自己的文献，并开始分化成两种语言。关于加利西亚语和葡萄牙语是否是同一语言的两种方言（如英国英语和美国英语）的争议仍然存在。在音系、词法、词汇和句法上，葡萄牙语都是通俗拉丁语自然演化的结果，并受到其他语言的一定影响，即在罗马统治前就分布在半岛西侧的盖利西亚语和卢西坦语。

## 外部社会史

### 罗马化
古罗马人在公元前218年抵达伊比利亚半岛，带来了所有罗曼语的共祖──拉丁语。拉丁语由抵达的罗马士兵、定居者和商人传播，他们大多分布在先前文明建立的定居点附近。后来，卢西塔尼亚和其他罗马化了的伊比利亚地区市民被承认为罗马公民。
罗马对半岛西部的控制直到公元前26年奥古斯都的军事行动才得到巩固。塔古斯河以南的领土在公元前93年李锡尼·克拉苏的胜利后才被征服。现代葡萄牙语中，大约只保留下来400个本土语言词汇。在战胜半岛东部的古迦太基人、当地政权之后，经过200年的战争，皇帝奥古斯都终于征服了整个半岛，并设立西班牙行省，后来分成3个省：塔拉科西班牙、贝提卡、卢西塔尼亚，后者包括现代葡萄牙的大部分地区。3世纪时，皇帝戴克里先又将塔拉科西班牙分成3块，分出包围了葡萄牙剩余部分的盖利西亚以及位于现代西班牙西北部的加利西亚。

### 伊比利亚罗曼语
从409年到711年的三个世纪间，随着罗马帝国的崩溃，伊比利亚半岛被日耳曼人入侵，主要是苏维汇人和西哥特人，它们在很大程度上吸收了半岛的罗马文化和语言；但由于罗马学校和行政机构不复存在，通俗拉丁语得以自由地自行演化，整个伊比利亚半岛语言的统一性被打破。半岛西北部（今日加利西亚及葡萄牙北部）的通俗拉丁语开始形成地区特色，成为今日所谓加利西亚-葡萄牙语。日耳曼语族语言通过军事、情感、地名、动物名、动词、后缀和日常物品的词汇影响了加利西亚-葡萄牙语。
自711年起，随着摩尔人入侵伊比利亚半岛，阿拉伯语成为了被征服地区的行政语言。但大部分人口继续讲源自拉丁语的罗曼语方言，现在一般统称其为莫扎拉布语。阿拉伯语的影响主要体现在词汇上，现代葡萄牙语有400至800个源于阿拉伯语的词汇（许多是经由莫扎拉布语间接吸收的），特别是与食品、农业和手工业有关的词汇，在罗曼语中只与西班牙语同源。事实上葡萄牙语从西班牙语中借来许多来自阿拉伯语的词。阿拉伯语影响在地名中也很明显，特别是在南方，如阿尔加维大区、阿尔法玛和花地玛。

### 原始葡萄牙语
现存最古老的包含加利西亚-葡萄牙语的书面记录是9世纪的一份拉丁语官文，中间夹杂着加利西亚-葡萄牙语片段。今日，这一阶段也称作“原始葡萄牙语”，因为最早的文件来自葡萄牙伯国，那时葡萄牙语和加利西亚语仍是一种语言。这一阶段一直持续到12世纪。

### “抒情”阶段
现代所谓“加利西亚-葡萄牙语”最早是成立于410年的加利西亚王国的语言，其领土包括今日葡萄牙的北部地区。伊比利亚半岛的其它基督教王国似乎也常用这种语言演唱抒情诗。整个半岛非巴斯克的中世纪基督教王国的诗人都用这种语言，包括莱昂王国、卡斯蒂利亚、阿拉贡和加泰罗尼亚。它也是传统上认为阿方索十世所作《圣母歌集》所用的语言，不过近年来的研究表明，它们是许多翻译家、诗人和音乐家共同合作创作出来的。

### 加利西亚-葡萄牙语的分化
葡萄牙在1143年得到莱昂王国承认为一个独立的王国。加利西亚当时被并入莱昂王国，阿方索一世是其第一任国王。1290年，迪尼什一世在Coimbra创立了葡萄牙第一所大学（Estudo Geral），并规定当时被称作“土话”（即通俗拉丁语）的葡萄牙语在使用上应优先于拉丁语。1296年，葡萄牙语被皇家大法官采用，不仅用在诗歌中，而且在书写法律文件时也采用。在“古葡萄牙语”的第一个阶段（12至14世纪），这种语言逐渐被用于公文。随着葡萄牙和加利西亚在政治上分离，两地的方言也渐行渐远，慢慢变为两种不同的语言。当莱昂王国与卡斯蒂利亚王国合并时（13世纪），这种日益扩大的差异使得加利西亚语受到卡斯蒂利亚语的强烈影响。同时，加利西亚-葡萄牙语的南部方言在葡萄牙王国及帝国境内，逐渐变为现代葡萄牙语。

### 葡萄牙以外的葡萄牙语
葡萄牙语是使用人数第二多、仅次于西班牙语的罗曼语，部分原因是巴西将其设为官方语言，有大量使用者。巴西葡萄牙语在音系和结构方面，与欧洲葡萄牙语有许多不同之处。
另一个明显的区别是巴西葡萄牙语有更多元音。此外，随着使用者的自然代际更迭和世界的全球化，这两种口音的细微差距继续演变，导致了国际语言实践的变化。葡萄牙语已成为莫桑比克、安哥拉、佛得角、几内亚比绍、赤道几内亚、圣多美和普林西比、东帝汶和澳门的官方语言。

## 文艺复兴时期的标准化
1516年，Garcia de Resende所作的《Cancioneiro Geral（通用歌本）》出版，标志着“古葡萄牙语”阶段的结束。
“现代葡萄牙语”从16世纪初演化到现在。在文艺复兴时期，学者们从古典拉丁语（从拉丁语借来的书面词也来自文艺复兴拉丁语）和古希腊语中借来了许多词，增加了葡萄牙语词汇的复杂性。大多数识字的葡萄牙人也认得拉丁语，因此他们很容易将拉丁语单词纳入其葡萄牙语文章（最终是口语）。与大多数其他欧洲地方话一样，葡萄牙语的标准化由印刷机的发展推动。1536年，费尔南·德·奥利维拉在里斯本出版了他的《Grammatica da lingoagem portuguesa（葡萄牙语语法）》，是第一部葡萄牙语语法书。这位异端的多明我会牧师、语言学家兼航海家的研究很快得到了关注。1540年，王室官员若昂·德·巴罗斯出版了他的《Gramática da Língua Portuguesa（葡萄牙语语法）》，以及道德对话和天主教基本常识，以帮助教育年轻的贵族。这第二部作品带有木刻插图，被认为是世界上第一本印刷的、带插图的教科书。

### 地理大发现时代的扩张
古葡萄牙语的第二阶段涵盖了14至16世纪，也以后两个世纪葡萄牙的地理大发现为标志。殖民者、商人和传教士将葡萄牙语散播到非洲、亚洲和美洲的许多地区。今日，大多数葡萄牙语使用者都生活在巴西，这是葡萄牙规模最大的前殖民地。到16世纪中叶，葡萄牙语逐渐成为了亚洲和非洲的通用语，不仅用于殖民地管理和商业贸易，还用于当地官员和欧洲人之间的交流。锡兰（今日斯里兰卡）有好几位国王都操一口流利的葡萄牙语，贵族常取葡萄牙语名字。葡萄牙语的广泛传播与天主教会传教士的努力脱不开干系。《日葡辞书》（1603）是一部日语-葡萄牙语词典，由在日本活动的耶稣会传教士编写。尽管荷兰人在锡兰和印度尼西亚采取严厉措施废除葡萄牙语，葡萄牙语在亚洲部分地区一直流行到19世纪。
印度、斯里兰卡、马来西亚和印度尼西亚的一些葡萄牙语基督教社区在与葡萄牙本土断绝了往来后仍保持了语言。这些社区的语言经过几个世纪的自由演变，形成了几种葡萄牙克里奥尔语。此外，在东帝汶的民族语言德顿语中，也有相当数量的葡萄牙语词汇，如lee“读”（来自ler）、aprende“学”（来自aprender）、tenke“不得不”（来自tem que）。葡萄牙语词汇还进入了许多其他语言，如日语pan“面包”（来自pão，参见日语之葡萄牙语借词）、印度尼西亚语sepatu“鞋”（来自sapato）、马来语keju“奶酪”（来自queijo）、斯瓦西里语meza“桌子”（来自mesa）、英语mosquito“蚊子”、potato“土豆”、zebra“斑马”等。

## 历史音变
葡萄牙语在词法和句法上自然继承自拉丁语，未经其他语言干扰。其语音、语法形式、句法类型绝大多数都来自拉丁语，而且近80%的词汇也来自拉丁语。有些变化在帝国时期就已经开始，有些变化则是后来发生的。有些词几乎没有变化，如carro、taberna（“酒馆”），或者经过一些演变回到了接近原词的形式，如coxa（“大腿”）──不过在这种情况下，只有拼写是看上去相同或相似的：拉丁语⟨x⟩和葡萄牙语⟨x⟩分别对应两个完全不同的音/ks, ʃ/。学会的拉丁语形成于中世纪晚期，因为天主教会会使用教会拉丁语，以及文艺复兴时古典拉丁语享有很高的声望。因此，举例来说，拉丁语aurum这个词演变出了ouro（“金”）和dourado（“金色”），后来被重新引借入为形容词áureo（“金色”）。同样地，locālem（“地方”）演变出lugar，后重新借入为更书面的local。许多书面希腊语和拉丁语词汇和组合元素也以这种方式借入。

### 中世纪加利西亚-葡萄牙语音系
就目前所知，加利西亚-葡萄牙语（11至16世纪）可能有一个七元音系统/a, e, ɛ, i, o, ɔ, u/（如大多数罗曼语）及一个五鼻化元音系统/ã, ẽ, ĩ, õ, ũ/。元音/e – ɛ, o – ɔ/在非重读音节中高化为/e, o/，在末音节中也是如此（如现代西班牙语）；如vento/vẽto/、quente['kẽte]。/a – ɐ/的音值（包括/ɐ̃/）仍有争议，有人认为这两个音呈互补分布（如西班牙语、现代加利西亚语，仅分析为/a/一个音位），如Alemanha、manhã/ale'maɲa, ma'ɲã/；或如现代欧洲葡萄牙语一样有对立，如Alemanha、manhã/ɐle'mɐɲɐ, mɐ'ɲɐ̃/。

### 现代葡萄牙语音系
费尔南·德·奥利维拉的《Grammatica da lingoagem portuguesa（葡萄牙语语法）》（1536）第八章称，/a/和/ɐ/是不同的音素。这样，当时的葡萄牙语有8个普通元音/ɐ, a, e, ɛ, i, o, ɔ, u/和5个鼻化元音/ɐ̃, ẽ, ĩ, õ, ũ/；/ɐ – a, e – ɛ, o – ɔ/在非重读音节可能已经高化为/ɐ, e, o/（末音节也如此）。葡萄牙语从古典到现代的发音变化已通过16和17世纪书面文本演变的统计分析进行了研究。

### 葡萄牙语语音共时变化
16世纪至今，巴西葡萄牙语和欧洲葡萄牙语开始分别演变，使得元音出现了一定差距。巴西葡萄牙语保留了8个普通元音，而欧洲和非洲的方言则造出了第9个元音/ɨ/，即非重读的e。
- 欧洲葡萄牙语(EP)：/ɐ – a, e – ɛ, o – ɔ/在大多数非重读音节中高化到/ɐ, ɨ, u/，例外是后接双辅音时，元音低化为/a, ɛ, ɔ/。如abstenção/abʃtẽˈsɐ̃w̃/、objeto[objecto]/ɔbˈʒɛtu/、direção[direcção]/diɾɛˈsɐ̃w̃/、internet/ĩtɛɾˈnɛt/。但注意setembro发作/sɨˈtẽbɾu/。里斯本方言（LEP，不包括塞图巴尔）的/e/在硬颚音前低化为[ɐ]，如“brasileiro”[bɾɐziˈlɐjru]、“coelho”[kuˈɐʎu ~ kuˈɐʲʎu]、“sexta-feira”[ˌsɐʃtɐ.ˈfɐjrɐ ~ ˌsɐʲʃtɐ.ˈfɐjrɐ]。[12]
- 巴西葡萄牙语(BP)：/ɐ – a, e – ɛ, o – ɔ/在词中非重读音节高化为/a, e, o/（东北方言中为/a, ɛ, ɔ/），在词尾非重读音节中则高化到/ɐ, i, u/（里约话为代表的部分方言，在词中非重读音节高化为/a, i, u/）。当后接双辅音的前一个发音时，重读元音低化为/aC(ⁱ), ɛC(ⁱ), ɔC(ⁱ)/，非重读则低化为/aC(ⁱ), ɛC ~ eCⁱ, ɔC ~ oCⁱ/。如abstenção/abstẽˈsɐ̃w̃ ~ abⁱstẽˈsɐ̃w̃/、objeto/ɔbˈʒɛtu ~ obⁱˈʒɛtu/、internet/ĩteɾˈnɛtᶴ ~ ĩteɾˈnɛtʃi/。
- 安哥拉葡萄牙语(AP)：/e – ɛ, o – ɔ/在词中非重读音节高化为/e, o/（据欧洲葡萄牙语语音规则，/ɨ, u/也可能为同位异音），在词尾非重读音节高化到/ɨ, u/。安哥拉葡萄牙语的独特之处在于，/a, ɐ/呈互补分布，彻底合流为/a/（/ɐ̃/也低化为/ã/），/ɐ/仅作为异音出现在词尾非重读音节。当后接双辅音的前一个发音时，元音低化为/aC, ɛC, ɔC/。如abstenção/abʃtẽˈsãw̃/、objeto/ɔbˈʒɛtu/、internet/ĩteɾˈnɛt/。[13]

### 颚化
清塞音会发生颚化。[k、t]会被前元音[e、i]、半元音[j]颚化。
- centum [ˈkentũː] > [ˈtjɛnto] > cento [ˈt͡sento] > [ˈt͡sẽto] > [ˈs̻ẽto] > [ˈsẽtu]“百”
- centum [ˈkentũː] > [ˈtjɛnto] > cento [ˈt͡sɛnto] > [ˈt͡sẽto] > cem [ˈt͡sẽj̃] > [ˈs̻ẽj̃] > [ˈsẽj̃] (EP, BP, AP) ~ [ˈsɐ̃j̃] (LEP) “百”
- facere [ˈfakere] > [ˈfatjere] > facer [faˈt͡ser] > fazer [fɐˈd͡zer] > [fɐˈz̻er] > [fɐˈzeɾ] (EP) ~ [faˈzeɾ] (BP, AP)

一个更古老的演变是
- fortiam [ˈfortiãː] > [ˈfortja] > [ˈfort͡sja] > força [ˈfort͡sɐ] > [ˈfors̻ɐ] > [ˈfoɾsɐ]“力量”

响音也会颚化：[l、n]接半元音[j]时会产生硬颚音lh[ʎ]和nh[ɲ]：
- mulierem ['mulierẽː] > mulher [mu'ʎɛr] > [mu'ʎɛɾ]“女”
- iūnium ['juːniũː] > junho ['ʒuɲo] > ['ʒuɲu] (EP) ~ ['ʒũj̃u] (BP, AP)“六月”

### 浊化
有些清塞音没有消失，而是浊化，再在特定位置擦化，是一套很常见的音变：
- mūtum [ˈmuːtũː] > mudo [ˈmudo] > [ˈmudu]“静音”
- lacum [ˈɫakũː] > lago [ˈlago] > [ˈlagu]“湖”
- locustam [ɫɔˈkustãː] > lagosta [lɐˈgos̺tɐ] > [lɐˈgoʃtɐ] (EP) ~ [laˈgostɐ] (BP) [laˈgoʃtɐ] ~ (AP)“龙虾”

### 弱化
复辅音，特别是长辅音容易发生辅音弱化：
- guttam [ˈgutːãː] > gota [ˈgotɐ]“落、滴”
- quattuor [ˈkʷatːuɔr] > quatro [ˈkʷatɾo] > [ˈkʷatɾu]“4”
- peccāre [pɛkˈkaːrɛ] > pecar [peˈkar] > [pɨˈkaɾ] (EP) ~ [peˈkaɾ] (BP, AP)“犯罪”

/b/演变为[v]。/v/通常来自(1)拉丁语/b/在元音间的实现；(2)对应字母⟨v⟩的拉丁语音素（古典拉丁语发作[w]，到通俗拉丁语强化为擦音）。
- habēre [haˈbeːrɛ] > haver [aˈver] > [ɐˈveɾ] (EP) ~ [aˈveɾ] (BP, AP)
- fabam [ˈfabãː] > fava [ˈfavɐ]“蚕豆”
- amābam [aˈmaːbãː], amābat [aˈmaːbat] > amava [ɐˈmavɐ] (EP) ~ [aˈmavɐ] (BP, AP)
- lībrum [ˈliːbrũː] > livro [ˈlivɾo] > [ˈlivɾu]
- parabolam [paˈrabɔɫãː] > palavra [pɐˈlavɾɐ] (EP) ~ [paˈlavɾɐ] (BP, AP)

### 省略
通俗拉丁语响音[l、n]在元音间消失，之后它们两侧的元音会聚在一起，或者出现一个插音。原有的长辅音[ll、nn]则保留，后来缩短为[l、n]。
- dolōrem [dɔˈɫoːrẽː] > door [doˈor] > dor [ˈdor] > [ˈdoɾ]“痛”; (L) doloroso“痛的”
- bonum [ˈbɔnũː] > bõo [ˈbõo] > bom [ˈbõ]“好”
- ānellum [aːˈnɛɫːũː] > ãelo [ɐ̃ˈɛlo] > elo [ˈɛlo] > [ˈɛlu]“关联”; (L) anel [ɐˈnɛl] (EP) ~ [aˈnɛw] (BP) ~ [aˈnɛl] (AP)“环”
- salīre [saˈliːrɛ] > sair [sɐˈir] > [sɐˈiɾ] (EP) ~ [saˈiɾ] (BP, AP)“出去”
- cōlāre [koːˈɫaːrɛ] > coar [koˈar] > [kuˈaɾ] (EP, BP, AP) ~ [koˈaɾ] (BP, AP)“筛”
- notulam [ˈnɔtuɫãː] > nódoa [ˈnɔdoɐ] > [ˈnɔduɐ] (EP, BP, AP) ~ [ˈnɔdoɐ] (BP, AP)“污点”
- catēnam [kaˈteːnãː]> cadeia [kɐˈdejɐ] (EP) ~ [kɐˈdɐjɐ] (LEP) ~ [kaˈdejɐ] (BP, AP) ~ [kaˈdeɐ] (BP, AP)“锁链”; (L) cadena [kɐˈdenɐ] (EP) ~ [kaˈdẽnɐ] (BP) ~ [kaˈdenɐ] (AP, BP)“锁链”（更正式）

### 鼻化
中世纪加利西亚-葡萄牙语中，元音间或韵尾的/m、n/变为软腭鼻音/ŋ/，使得前面的元音发生鼻化。这个辅音后来在葡萄牙语中消失了，加利西亚语的某些词中还留着（如现代unha/uŋa/发音与中世纪hũa相同）。
这种变化产生了葡萄牙语和西班牙语间最显著的语音差异。鼻化元音与相邻元音的演变十分复杂，取决于两个元音的音值和重音的位置。
1. 若元音音值相近，则变为一个元音（鼻化与否依重音所在）：
- bonum ['bonũː] > bõo ['bõo] > bom ['bõ]“好”
- calentem [ka'lentẽː] > caẽte [kɐ'ẽte] > quente ['kẽte] > ['kẽtɨ] (EP, AP) ~ ['kẽtᶴi] (BP)“热”
- ganātum [ga'naːtũː] > gãado [gɐ̃'ado] > gado ['gado] > ['gadu]“牛”
- lānam ['laːnãː] > lãa ['lɐ̃ɐ] > lã ['lɐ̃] (EP, BP) ~ ['lã] (AP) “羊毛”

2. 若第二个元音更高，则变为鼻化双元音：
- manum ['manũː] > mão ['mɐ̃o] ['mɐ̃w̃] ~ (EP, BP) ['mɐ̃w̃] (AP)“手”
- canēs ['kaneːs] > cães ['kɐ̃es̺] > ['kãj̃s̺] > ['kɐ̃j̃ʃ] (EP) ~ ['kɐ̃j̃s] (BP) ~ ['kãj̃ʃ] (AP) “狗（复数）”

3. 若第二个元音更低或同样低，则失去鼻化：
- lūnam ['lunãː] > lũa ['lũɐ] > lua ['luɐ]“月”。例外：ūnam ['unãː] > ũa ['ũɐ] > uma ['umɐ] (EP, AP, BP) ~ ['ũmɐ] (BP)“1”。葡萄牙北部有方言仍发作['ũɐ]，但现在拼作uma。
- bonam ['bonãː] > bõa ['bõɐ] > boa ['boɐ]“好（阴性）”
- plēnum ['pleːnũː] > chẽo ['t͡ʃẽo] > cheio ['t͡ʃejo] > ['ʃejo] > ['ʃeju] (EP, BP, AP) ~ ['ʃeu] (EP, BP, AP) ~ ['ʃɐju] (LEP)“满”；(L) pleno“满”

4. 若第一个元音是[i]，鼻化会变为硬颚鼻音加在两音之间：
- vīnum ['viːnũː] > vĩo ['vĩo] > vinho ['viɲo] > ['viɲu] (EP, BP) ~ ['vĩj̃u] (BP, AP)“酒”
- rēgīnam ['regiːnãː] > *ragina [rɐ'd͡ʒinɐ ~ rɐ'ʒinɐ] > raĩa [rɐ'ĩɐ] > rainha [ʁɐ'iɲɐ] (EP) ~ [ʁa'iɲɐ] (BP) ~ [ʁa'ĩj̃ɐ] (BP, AP)“女王”

扩散式鼻化：从鼻辅音向前扩散的鼻化，[m]尤多发：
- mātrem ['maːtrẽː] > made ['made] > mai ['maj] > mãe ['mɐ̃j̃] (EP, BP) ~ ['mãj̃] (AP)“母”
- meam ['meãː] > mia ['miɐ] > mĩa ['mĩɐ] > minha ['miɲɐ] (EP, BP) ~ ['mĩj̃ɐ] (BP, AP)“我的（阴性）”；但比较meum ['meũː] > meu ['mew]“我的（阳性）”
- ad noctem [ad 'noktẽː] > anoite [a'noite] > ãote [ɐ̃'ote] > ontem [ˈõtẽj̃] (EP, BP, AP) ~ [ˈõtɐ̃j̃] (LEP)“昨天”。

### 插音
插音会打破连续元音：
- harēnam [ha'reːnãː] > arẽa [ɐ'ɾẽɐ] > areia [ɐ'ɾejɐ] (EP) ~ [ɐ'ɾɐjɐ] (LEP) ~ [a'ɾejɐ] (EP, BP, AP) ~ [a'ɾeɐ] (EP, BP, AP)“沙”；(L) arena“竞技场”
- gallīnam [ga'lːiːnãː] > galĩa [gɐ'lĩɐ] > galinha [gɐ'liɲɐ] (EP) ~ [ga'liɲɐ] (BP) ~ [ga'lĩj̃ɐ] (BP, AP)“鸡”
- vīnum ['viːnũː] > vĩo ['vĩo] > vinho ['viɲo] > ['viɲu] (EP, BP) ~ ['vĩj̃u] (BP, AP)“酒”

前两个例子被一些学者用来论证，中世纪葡萄牙语的nh是个鼻近音[j̃]，其音值保存在巴西及圣多美和普林西比的大多数方言中。

### 异化
语音异化指的是两个相邻且相似的音为了增加辨识度而变得彼此不同的过程。
1. 元音间：
- locustam [lo'kustãː] > lagosta [lɐ'gos̺tɐ] > [lɐ'goʃtɐ] (EP) ~ [la'gostɐ] (BP) ~ [la'goʃtɐ] (AP)“龙虾”
- campanam ['kampanãː] > campãa ['kɐ̃mpɐ̃ɐ ~ 'kɐ̃pɐ̃a] > campa [kɐ̃pɐ] (EP, BP) ~ [kãpɐ] (AP)“坟”

2. 辅音间：
- memorāre [memo'raːre] > nembrar [nem'bɾar ~ nẽ'bɾar] > lembrar [lẽ'bɾar] > [lẽ'bɾaɾ]“回忆、记起”；(L) memorizar [memoɾizar] > [mɨmuɾizaɾ] (EP) ~ [memoɾizaɾ] (BP, AP)“记忆、记下”
- animam ['animãː] > alma ['aɫmɐ] (EP, AP) ~ ['awmɐ] (BP)“魂”；(L) animado“生机勃勃”
- locālem [lo'kaːlẽː] > logar [lo'gar] > lugar [lu'gar] > [lu'gaɾ]; (L) local [lo'kal] > [lu'kaɫ] (EP) ~ [lo'kaw] (BP) ~ [lo'kaw] (AP)“地点”

### 音位变换
音位变换指的是两个音素前后互换的过程。半元音变换：
- prīmārium [priː'maːriũː] > primeiro [pɾi'mejɾo] > [pɾi'mejɾu] (EP, BP, AP) ~ [pɾi'meɾu] (EP, BP, AP) ~ [pɾi'mɐjɾu] (LEP)“第一”；(L) primário [pɾi'maɾio] > [pɾi'maɾiu]“主要的”

流音[l、ɾ]与元音的变换：
- tenebrās ['tenebraːs] > tẽevras ['tẽevɾɐs̺] > trevas ['tɾɛvas̺] > ['tɾɛvɐʃ] (EP, AP) ~ ['tɾɛvɐs] (BP)“暗”，这罕见于葡萄牙语；(L) tenebroso [tene'bɾozo] > [tɨnɨ'bɾozu] (EP) ~ [tene'bɾozu] (BP, AP)“暗的”

元音变换：
- genuculum [ge'nukulũː] > *genoclo [d͡ʒe'noklo] ~ [ʒe'noklo] > gẽolho [d͡ʒẽ'oʎo] ~ [ʒẽ'oʎo] > joelho [ʒo'eʎo] > [ʒu'eʎu] (EP, BP, AP) ~ [ʒo'eʎu] (BP, AP) ~ [ʒu'ɐʎu] (LEP)“膝盖”

### 中世纪音变
古葡萄牙语有7个咝音：舌叶-齿龈塞擦音/ts/（⟨c(e/i)⟩、⟨ç⟩）、/dz/（⟨z⟩）；舌尖-齿龈塞擦音/s/（⟨s⟩或元音间的⟨ss⟩）、/z/（元音间的⟨s⟩）；龈-硬颚擦音/ʃ/（⟨x⟩）、/dʒ→ʒ/（⟨j⟩、⟨g(e/i)⟩）；龈-硬颚塞擦音/tʃ/（⟨ch⟩）。这个系统与古西班牙语的相同，葡萄牙语也同古西班牙语一样，/ts、dz/先消失、变为与原先舌尖-齿龈擦音对立的舌叶-齿龈擦音。这产生了一个由6个擦音和个塞擦音组成的“咝音系统”，在米尼奥地区（Minho）、葡萄牙东北部山后省和临近的米兰达语中仍保留着；但大多数方言中，这7个音已经合并到仅剩4个。
除上述山后省的部分地区外，其他地方的舌叶-齿龈音和舌尖-齿龈音都合流了（根据亚历山德罗记载的中古越南语拼写系统，这似乎不早于17世纪）。在葡萄牙北部和西班牙加利西亚部分地区，它们变成了舌尖-齿龈音（与半岛北部和中部西班牙语的/s/发音相同）。巴西大部变为舌叶-齿龈音（与英语/s、z/部位相同）。在葡萄牙中部和南部（以及里约热内卢周边，受19世纪初葡萄牙贵族定居影响）它们在元音前合流为舌叶-齿龈音，其他地方则为硬颚-齿龈音/ʃ ʒ/。同时，/tʃ/最终失落了成阻，并与/ʃ/合流，而整个山后省和Minho地区仍保留着/tʃ/。
| 古葡萄牙语                  | 古葡萄牙语 | 现代葡萄牙语                    | 现代葡萄牙语 |
| 拼写                        | 发音       | 拼写                            | 发音         |
| --------------------------- | ---------- | ------------------------------- | ------------ |
| ⟨j⟩或软⟨g⟩                  | /dʒ/ → /ʒ/ | ⟨g(e/i)⟩；其他地方的⟨j⟩         | /ʒ/          |
| ⟨g(e/i)⟩；其他地方的⟨j⟩     | /ʒ/        | ⟨g(e/i)⟩；其他地方的⟨j⟩         | /ʒ/          |
| ⟨z⟩                         | /d͡z̪/ → /z̪/ | ⟨z⟩                             | /z̪/          |
| 元音间的⟨s⟩                 | /z̺/        | 元音间的⟨s⟩                     | /z̪/          |
| ⟨ch⟩                        | /t͡ʃ/       | ⟨ch⟩                            | /ʃ/          |
| ⟨x⟩                         | /ʃ/        | ⟨x⟩                             | /ʃ/          |
| ⟨c(e/i)⟩；⟨ç(a/o/u)⟩        | /t͡s̪/       | ⟨c(e/i)⟩；⟨a/o/u⟩之前的⟨ç⟩或⟨s⟩ | /s̪/          |
| 音节首尾的⟨s⟩；元音间的⟨ss⟩ | /s̺/        | ⟨s⟩音节首尾的；元音间的⟨ss⟩     | /s̪/          |

似乎字母⟨v⟩表示的音素在中世纪一度读作浊双唇擦音[β]。后来它变成唇齿音[v]（葡萄牙中南部、巴西），或者和/b/合流（葡萄牙北部和加利西亚，与现代西班牙语相似）。同样与现代西班牙语相似的是，浊塞音/b d ɡ/在元音间和辅音后最终变为擦音[β ð ɣ]，但在/nd/ /ld/ /nɡ/ /mb/中除外（这些复辅音中的鼻音仍然发音，而非让前面的元音鼻化后就消失掉）。然而这种变化发生在巴西殖民化之后，因而从未影响到巴西葡萄牙语。
词尾非重读/a/高化为/ɐ/。词尾/o/在欧洲和巴西独立地都高化为/u/。词尾非重读/e/在巴西高化到/i/，在欧洲变为/ɨ/。在葡萄牙部分地区，这些变化几乎影响到所有不重读的/a、o、e/，但没有影响到/ou/（现在在部分方言中反映为/o/），也不影响以前的/aa、ee、oo/（到现在分别演化为/a、ɛ、ɔ/），也不包括以塞音结尾的音节（如secção“部分”、optar“选”）。因此葡萄牙语pesar“称重”/pɨˈzaɾ/；而pregar“宣扬”/prɛˈɡaɾ/（古形preegar<praedicāre）；morar“生活”/muˈɾaɾ/，而corado“脸红”/kɔˈɾadu/（古形coorado<colōrātum）；roubar“打劫”/ʁoˈbaɾ/（巴西葡萄牙语实现为/peˈzaɾ/, /preˈɡaɾ/, /moˈɾaɾ/, /koˈɾadu/, /hoˈbaɾ/。）最近在里约热内卢（并迅速蔓延），/t、d/在/i/前塞擦化为/tᶴ、dᶾ/，其中也包括来自非重读的/e/的/i/。
古葡萄牙语有大量相邻的元音，这是由于拉丁语/l n d ɡ/在元音间消失了。在向现代葡萄牙语演变的过程中，这些元音以一种复杂但基本有规律的方式得到了解决：或保留，或单化为单元音，或变为双元音，或插入/v/或/ɲ/等辅音，上详。
葡萄牙语传统上有两个齿龈R音：闪音/ɾ/和颤音/r/，与西班牙语相同。在葡萄牙大多数地区，颤音/r/已经变成了小舌擦音/ʁ/。而在巴西大部，/r/则变为清擦音/x/（有变体[x χ h]），并且所有不在元音前的/ɾ/也都受到影响。（这个音在结尾时有时不发音）
音节尾的/l/会软腭化为/ɫ/。巴西葡萄牙语进一步演化为/w/。